# Villers-la-Ville, Haute-Saône
Villers-la-Ville là một xã ở tỉnh Haute-Saône trong vùng Franche-Comté phía đông Pháp. Xã có diện tích 5,87 km², dân số năm 2006 là 159 người. Khu vực này có độ cao từ 263-321 mét trên mực nước biển.